# Contrebande de tabac

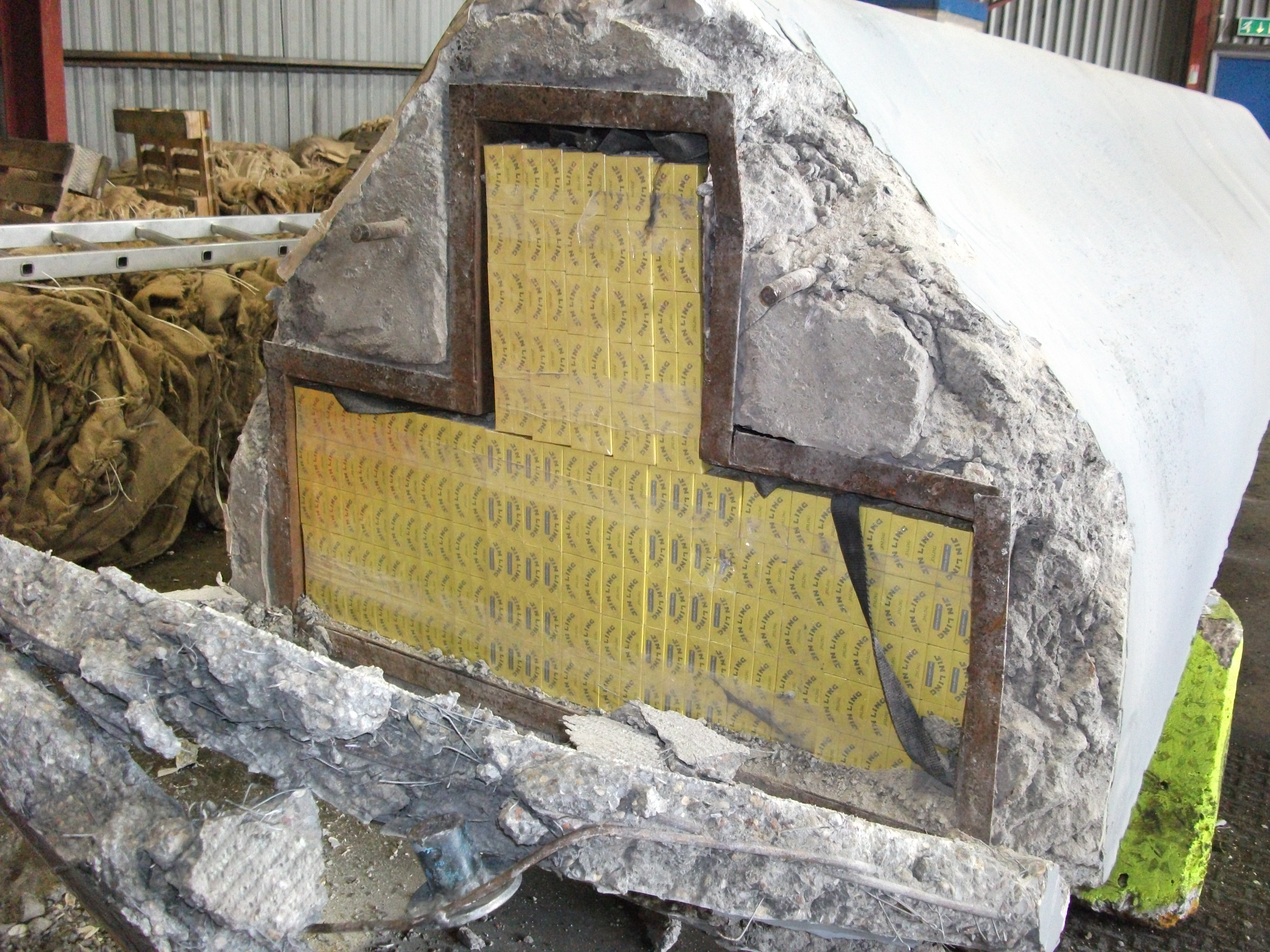
Exemples de prise de contrebande. Le 27 octobre 2010, des douaniers britanniques ont découpé un ouvrage en béton à l'intérieur duquel se trouvaient environ un million de cigarettes (logées dans les paquets jaunes sur la photo) fabriquées en Chine.

La contrebande de tabac est le commerce illicite de cigarettes ou de produits dérivés du tabac pour lesquels il n’a été acquitté ni droit de douane, ni taxe. Au début du XXIe siècle, la contrebande de tabac constitue l'un des marchés parallèles les plus répandus. Ce marché est estimé à près d'un dixième des ventes mondiales, soit 600 milliards de cigarettes. Même si les cigarettes représentent la plus grande partie du marché, la contrebande vise aussi le tabac brut, les feuilles de tabac, les cigares ainsi que de fausses vignettes fiscales.

## Histoire
En 1629, Richelieu met en place une taxe sur l’importation de tabac puis vers 1675 Colbert décide de faire de sa fabrication comme de sa vente un monopole d’État. Pour échapper aux impôts, la contrebande de tabac s’organise à travers toute la France, et ce bien que la peine encourue puisse aller jusqu'à l’exécution du contrevenant : ainsi, en 1754, Mandrin vend du tabac de contrebande à travers tout le Massif central, malgré la déclaration royale de 1733, mais il sera roué l'année suivante.
Au XIXe siècle la contrebande de tabac s'établit essentiellement dans le Jura et sur la frontière belge. Si le transport se fait surtout à dos d'homme, à raison de colis de 30 kg chacun, à travers les forêts jurassiennes, le trafic utilise des moyens plus inattendus depuis la Belgique : convois de chiens dressés ou wagonnets transitant dans les égouts des agglomérations transfrontalières,. Ces péripéties sont décrites par Maxence Van der Meersch en 1934 dans son livre La Maison dans la dune.

## Industrie et contrebande
Les industriels du tabac ont un discours fort pour la lutte contre la contrebande. Cet argument leur permet d'améliorer leur image et de s'opposer à la hausse des taxes sur leurs produits. Mais, en réalité, des documents internes ont révélé qu'ils peuvent utiliser certaines pratiques illégales. Il apparait ainsi que les fabricants de tabac participent eux-mêmes au marché noir.
Nadia Collot, la réalisatrice de Tabac, la conspiration, un documentaire sur l'industrie du tabac, affirme que l'« industrie du tabac organise la contrebande » et que « la contrebande est l'une des stratégies pour conquérir des marchés fermés ».
En 2020, Raoul Setrouk porte plainte contre Philip Morris International pour avoir alimenté un système de contrebande de cigarettes en France et en Algérie.

## Conséquences

### Impact sur l’économie
La contrebande de tabac coûte cher aux institutions, en effet les experts estiment qu’elles perdent 40,5 milliards de dollars américains par an. La contrebande de tabac touche plus les pays pauvres que les pays riches à cause du manque de moyens pour lutter contre le trafic mais aussi car la population est demandeuse d’un produit à bas prix. Ainsi, les ventes illégales représentent 16,8 % du marché des pays à bas revenu, contre 11,8 % pour les pays à revenus moyens et 9,8 % pour les pays développés.
Le trafic du tabac a également un impact sur les vendeurs légaux comme les bureaux de tabac, les magasins ou distributeurs automatiques. Les bureaux de tabac sont aussi la cible de vol de marchandises qui repartent alimenter le marché noir.

### Autres effets
La contrebande de cigarettes constitue un frein à la lutte contre le tabagisme, car il rend les cigarettes plus abordables. Dans certains pays où une limite d’âge est imposée à la vente, il peut éventuellement faciliter l'accès des mineurs au tabac.

## Organisation
Point de départ de la contrebande, les producteurs de tabac vendent plus de cigarettes qu’ils ne déclarent en produire afin d’alimenter le marché parallèle et ainsi d'augmenter leurs marges. Certaines entreprises ont été condamnées à payer de lourdes amendes pour avoir de cette façon encouragé le trafic. À la suite d’une plainte déposée par l’Union européenne, les grandes compagnies productrices de tabac se sont engagées à financer la lutte contre la contrebande et les trafics.
À cette contrebande de cigarettes qui profite avant tout des différences de fiscalité entre pays s'ajoutent les cigarettes contrefaites, qui sont aussi vendues en dehors des circuits officiels.
La majorité du trafic est contrôlé par les sociétés du crime organisé transnational et leur permet de financer leurs organisations ou même le terrorisme. L’IRA est par exemple impliquée dans le trafic de cigarette en Irlande. Al-Qaïda au Maghreb islamique (AQMI) a bénéficié des revenus du trafic de tabac sous la houlette de son chef historique Mokhtar Belmokhtar surnommé Mister Marlboro.
Le trafic de cigarettes fabriquées par la British American Tobacco a participé au financement de groupes djihadistes ou séparatistes au nord Mali via, entre autres, un système de surapprovisionnement du pays en tabac permettant le départ de milliards de cigarettes vers la contrebande.
Le représentant de Philip Morris au Burkina Faso, Apollinaire Compaoré, s’est enrichi en participant à la contrebande de cigarettes en Afrique de l’Ouest en travaillant avec un narco-trafiquant nigérien surnommé le « Chérif de la Cocaïne » afin de faire passer des cigarettes de la marque Marlboro vers la Libye. Ce trafic de tabac participe au financement de conflits locaux. Ce trafic passe par six pays : Algérie, Libye, Burkina Faso, Mali, Niger et Côte d’Ivoire.
Enfin, au début du XXIe siècle, si la vente se fait encore principalement dans la rue, elle s'organise depuis quelques années de plus en plus sur Internet.

## Lutte contre la contrebande

### Organisation
La majeure partie du travail de lutte contre la contrebande est faite par les douaniers appuyés par les forces de police et de gendarmerie. Afin de coordonner les services entre pays l’Organisation mondiale des douanes existe depuis 1953. La lutte contre la contrebande et les trafics est aussi effectuée par l’Office européen de lutte antifraude, connu sous son acronyme OLAF, créé en 1988.
Afin de pouvoir établir des contrôles plus rapides et efficaces, les douanes sont équipées de camions scanners qui permettent de contrôler un autre camion sans avoir à en vider le chargement. Le scanner révèle ainsi des caches à côté desquelles un douanier aurait pu passer.

### Réponse par pays

#### Algérie
En Algérie la peine pour contrebande est de un à cinq ans de prison et d'une amende de cinq fois la valeur de la marchandise. L’Algérie est par ailleurs l’un des principaux pays alimentant la contrebande de tabac à destination de la France avec un volume de 2,68 milliards de cigarettes par an.
Selon Raoul Setrouk, ce trafic aurait été sciemment alimenté par Philip Morris International.

#### Canada
La lutte contre la contrebande de tabac est également un enjeu majeur pour le Canada. Au Québec, avec le concours du ministère de la Santé et des Services sociaux ainsi que de la police, un projet appelé « VITAL » comportant notamment plusieurs campagnes de sensibilisation des jeunes avec des affiches aux stations de bus.
Aujourd'hui, c'est grâce au comité ACCES tabac que le gouvernement du Québec exerce une pression sur les contrebandiers.
En effet, la contrebande de tabac représentait environ 15 % de la consommation au Québec, ce qui équivaut à des pertes fiscales de 125 M$.

#### États-Unis
Aux États-Unis la contrebande existe même entre les États car chacun d’eux est libre de choisir le taux de taxe appliqué à la vente de tabac. Depuis les années 2000, chaque État a ainsi presque doublé le prix du paquet de cigarettes notamment afin de combler les déficits budgétaires. Cette politique a favorisé l’essor de la contrebande.
Il a été rapporté qu'un camion de cigarettes de contrebande aux États-Unis peut conduire à un bénéfice de 2 millions de dollars.
Le trafic se fait enfin également sur les produits interdits d’importation comme les cigares cubains frappés par l’embargo.

#### France
En France, comme dans tous les pays européens il convient de distinguer les achats transfrontaliers légaux qui constituent environ 44 % des cigarettes achetées hors buraliste, en particulier dans des pays comme l'Andorre et le Luxembourg qui délibérément conduisent une politique de prédation des taxes sur les autres pays européens, de la contrebande qui représente 11 % des ventes totales de cigarettes en France. La contrebande peut se faire à partir de cigarette de marque (ce qui a conduit les grandes compagnies de tabac qui avaient organisé ce marché illégal à verser plus de 2 milliards d'euros à la suite d'une plainte de l'Union européenne) ou de cigarettes de contrefaçon.
Depuis septembre 2014, la législation en France autorise l'introduction de quatre cartouches de cigarettes par voyageur pour sa consommation personnelle en provenance d'un pays de l'Union européenne (UE), ou l'importation d'une cartouche pour ceux qui viennent d'un pays non membre. Les seuils sont cinq fois inférieurs pour les travailleurs frontaliers travaillant dans un pays non membre de l'UE. La contrebande sera reconnue par la douane si la marchandise est soustraite au contrôle en ne passant pas par la route légale ou si elle n'est pas déclarée. Si les cigarettes sont communautaires, authentiques et introduites légalement dans le pays, il n'y a pas contrebande et on sera dans le cadre des contributions indirectes (CGI/LPF).
En cas de délit de contrebande douanière pour infraction à l'importation où à la circulation, l'article 414 du code des douanes prévoit que :

« Sont passibles d'un emprisonnement de trois ans, de la confiscation de l'objet de fraude, de la confiscation des moyens de transport, de la confiscation des objets servant à masquer la fraude, de la confiscation des biens et avoirs qui sont le produit direct ou indirect de l'infraction et d'une amende comprise entre une et deux fois la valeur de l'objet de fraude, tout fait de contrebande ainsi que tout fait d'importation ou d'exportation sans déclaration lorsque ces infractions se rapportent à des marchandises de la catégorie de celles qui sont prohibées au sens du présent code ou aux produits du tabac manufacturé. »

En 2014, 422,7 tonnes de tabac et cigarettes ont été saisies en France, soit une augmentation de pratiquement 22 % depuis 2010.

#### Belgique
Le 4 août 2021, les douanes belges ont saisi plusieurs dizaines de millions de cigarettes faussement étiquetées Marlboro, Richmond, Prince et Regina. Lors de cette prise record pour la Belgique, ils ont aussi fermé quatre ateliers de production situés à Aartselaar, Tongeren, Eeklo et Frasnes-lez-Anvaing, six sites clandestins, et arrêté une quarantaine de personnes dans une zone industrielle d'Aartselaar près de la ville portuaire d'Anvers. L'un des entrepôts fonctionnait jour et nuit, avec des ouvriers originaires d'Ukraine, de Roumanie et de Bulgarie confinés dans un dortoir délabré « pour ne pas donner de signe d'activité suspecte au voisinage ». Ce trafic alimentait les marchés britannique, français et néerlandais. Cette opération porte à sept le nombre de sites de production de cigarettes de contrefaçon fermés entre janvier et août 2021 (contre cinq pour toute l'année 2020). Outre que ces cigarettes étaient illégales, privant l'État de ressources (taxes), leur tabac et leurs filtres n'étaient pas conformes aux normes sanitaires. Selon les autorités belges, ces ventes par ailleurs « alimentent des organisations criminelles, qui par la suite utilisent cet argent pour organiser des trafics de femmes, des trafics de drogue ».

#### Monténégro
Le Monténégro a été connu pour être un havre de paix pour la contrebande de cigarettes en Italie,.